# Syrotynka
Syrotynka  (ucraniano: Сиротинка) es un pueblo del Raión de Berezivka en el Óblast de Odesa de Ucrania. Según el censo de 2001, tiene una población de 253 habitantes.